# 塔胡穆爾科
15°05′N 91°53′W / 15.083°N 91.883°W
塔胡穆爾科（西班牙語：Tajumulco），是危地馬拉的城鎮，位於該國西南部，由聖馬科斯省負責管轄，面積300平方公里，海拔高度2,730米，2002年人口41,308，人口密度每平方公里137.69人。